# Spergularia rupicola
Spergularia rupicola é uma espécie de planta com flor pertencente à família Caryophyllaceae. 
A autoridade científica da espécie é Lebel ex Le Jol., tendo sido publicada em Mém. Soc. Sci. Nat. Cherbourg 7: 274 (1860.

## Portugal
Trata-se de uma espécie presente no território português, nomeadamente em Portugal Continental.
Em termos de naturalidade é nativa da região atrás indicada.

## Protecção
Não se encontra protegida por legislação portuguesa ou da Comunidade Europeia.